# Мосальский, Василий Иванович
Князь Василий Иванович Мосальский  — голова и воевода в Смутное время и во времена правления Михаила Фёдоровича.
Из княжеского рода Мосальские. Младший сын князя Ивана Семёновича Мосальского по прозванию "Горбатый". Имел братьев, князей: Владимира и Дмитрия погибшего в бою с крымцами.

## Биография
В 1597—1598 год]]ах первый воевода в Ельце.
В 1600 году третий объезжий голова в Москве в Китай-городе.
В 1613 году стольник, находился при избрании[прояснить] на Российский престол царя Михаила Фёдоровича.

## Семья
От брака с неизвестной имел сына,
- Князь Мосальский Дмитрий Васильевич — сторонник Лжедмитрия I и Лжедмитрия II, в 1606-1607 годах воевода в Рославле, в 1608 году воевода в Костроме, где и погибает во время народного восстания.